# Jussarapalm
Jussarapalm (Euterpe edulis), även assaipalm,  är en art i familjen palmer från östra och södra Brasilien, Argentina och Paraguay. Jussarapalmen är den främsta källan till palmhjärta, det ätbara innandömet i många palmträd. Även den närbesläktade Euterpe oleracea, varifrån assaibären kommer, kallas "assaipalm".